# Drupadia ravindrina
Drupadia ravindrina är en fjärilsart som beskrevs av Otto Staudinger 1889. Drupadia ravindrina ingår i släktet Drupadia och familjen juvelvingar. Inga underarter finns listade i Catalogue of Life.